# Hemiphanes gravator
Hemiphanes gravator är en stekelart som beskrevs av Förster 1871. Hemiphanes gravator ingår i släktet Hemiphanes och familjen brokparasitsteklar. Arten är reproducerande i Sverige. Inga underarter finns listade i Catalogue of Life.